# Frank Edmond
Frank Edmond (* 23. Dezember 1966 in Leisnig) ist ein ehemaliger deutscher Fußballspieler, der fast seine gesamte Karriere beim 1. FC Lokomotive Leipzig und dessen Nachfolgeverein VfB Leipzig verbrachte.

## Karriere
Nachdem Frank Edmond seine ersten Jugendjahre bei der BSG Motor Leisnig, bei der er 1973 mit dem Fußball begann, und der BSG Chemie Böhlen verbracht hatte, wechselte er 1979 zum Nachwuchs des 1. FC Lok. Als zur Saison 1983/84 die Junioren-Oberliga mit allen in der DDR-Oberliga vertretenen Klubs und Gemeinschaften neu organisiert wurde, stand auch Edmond als Mittelfeldspieler im Junioren-Aufgebot des 1. FC Lok. Dort fiel er mit guten Leistungen auf, sodass er in das Aufgebot der DDR-Junioren-Nationalmannschaft aufgenommen wurde und dort fünf Länderspiele bestritt. Obwohl auch noch in der folgenden Spielzeit als Juniorenspieler gemeldet, kam Edmond bereits am 14. Spieltag, dem 16. Februar 1985, als zentraler Abwehrspieler mit der ersten Mannschaft in der DDR-Oberliga zum Einsatz. In seiner ersten Oberligasaison absolvierte er neun Punktspiele. Für die Spielzeit 1985/86 wurde er auch offiziell für das Oberligateam gemeldet, kam jedoch nur zu fünf Einsätzen und war auch nicht im FDGB-Pokalendspiel dabei, das seine Mannschaft mit 5:1 über den 1. FC Union Berlin gewann. Erst von der Saison 1986/87 an hatte er sich einen Stammplatz bei Lok erobert, fehlte jedoch auch beim 1987er Pokalsieg über Hansa Rostock (4:1).
Bis 1987 war Edmond auch Mitglied der DDR-Nachwuchs-Nationalmannschaft, mit der er 15 Länderspiele bestritt. Der größte internationale Erfolg gelang ihm, als er mit dem 1. FC Lok Leipzig das Finale des Europapokals der Pokalsieger 1987 erreichte. Gegen Ajax Amsterdam stand Edmond in der Anfangsaufstellung, wurde aber in der 54. Minute ausgewechselt. Das Finale ging am Ende mit 0:1 verloren. Insgesamt bestritt er in der dieser Saison vier Spiele im Europapokal und kam im Laufe seiner Karriere auf insgesamt acht internationale Pokalspiele.
Auch nach der Umbenennung des Vereins 1991 in VfB Leipzig gehörte Edmond weiterhin zum Aufgebot der Leipziger. Mit seiner Mannschaft spielte er zunächst in der 2. Bundesliga, bis dem VfB 1993 der Aufstieg in die 1. Bundesliga gelang. In der einzigen Bundesligasaison des VfB verpasste Edmond lediglich ein Punktspiel und erzielte in 33 Spielen vier Tore. Nach dem Abstieg aus der Bundesliga blieb Edmond noch bis 1999 beim VfB Leipzig. Insgesamt bestritt er für den 1. FC Lok und den VfB zusammen 349 Punktspiele und erzielte dabei 21 Tore. Von 1999 bis 2002 spielte Frank Edmond noch für Eintracht Braunschweig in der Regionalliga, ehe er seine leistungssportliche Karriere 35-jährig beendete.

## Erfolge als Spieler
- DDR-Vizemeister: 1986, 1988
- Finalist im Europapokal der Pokalsieger: 1987
- Aufstieg in die Fußball-Bundesliga 1992/93
- Bezirksmeisterschaft 1985/86 mit der 2. Mannschaft des 1. FC Lok